# Arbeca
Arbeca è un comune spagnolo di 2 329 abitanti situato nella comunità autonoma della Catalogna, nella provincia di Lleida.